# Heterocerus marginatus
Heterocerus marginatus là một loài bọ cánh cứng trong họ Heteroceridae. Loài này được Fabricius miêu tả khoa học đầu tiên năm 1787.

## Hình ảnh

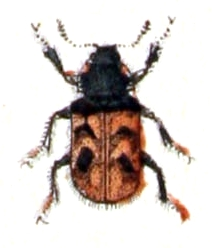